# NGC 3280A
NGC 3280A (ook: NGC 3295A) is een elliptisch sterrenstelsel in het sterrenbeeld Waterslang. Het hemelobject werd in 1880 ontdekt door de Britse astronoom Andrew Ainslie Common.

## Synoniemen
- IC 617
- MCG -2-27-6
- NPM1G -12.0321
- PGC 31153